# Морская арктическая геологоразведочная экспедиция
Морская арктическая геологоразведочная экспедиция (МАГЭ) — российская научно-производственная организация, которая предоставляет широкий спектр геолого-геофизических услуг по изучению строения шельфовых морей, транзитных и прибрежных зон Арктики и Мирового океана.
Полное наименование — Акционерное общество «Морская арктическая геологоразведочная экспедиция».
Офисы компании:
Центральный офис — в Мурманске.
Филиал АО «МАГЭ» — Москва.
Обособленное подразделение АО «МАГЭ» — Санкт-Петербург.
Представительство АО «МАГЭ» — Сочи.

## История
Создана в 1972 году в Мурманске как Комплексная морская арктическая геолого-геофизическая экспедиция (КМАГЭ) в составе Северного морского научно-производственного геолого-геофизического объединения («Севморгео») Министерства геологии СССР. В 1981 году переименована в Морскую арктическую геологоразведочную экспедицию (МАГЭ).

### 1972—1979 годы
С 1972 года КМАГЭ — МАГЭ под руководством генерального директора «Севморгео» академика И. С. Грамберга участвовала в исследованиях по следующим направлениям:
- нефтегазоносность Арктики, включая сушу и моря Северного Ледовитого океана
- внешняя граница континентального шельфа России: геологические и геоморфологические аспекты
- геология и минерагения Мирового океана
- изучение рудных месторождений железомарганцевых конкреций, кобальтомарганцевых корок, глубоководных полиметаллических сульфидов
- субмаринные газовые гидраты
- геоэкология шельфа и Арктики, культура освоения природных ресурсов
- стратиграфия, литология и геохимия осадочных пород
- палеогеография Арктики
- палеогидрохимия и эволюция состава природных вод
- осадочные бассейны и глубинное строение Северного Ледовитого океана.

### 1979—2000 годы
В 1979 году поисковые работы на нефть и газ передаются Министерству газовой промышленности СССР. Основными задачами МАГЭ стали геологическая съемка шельфа, гравиметрическая съемка арктических морей и Мирового океана, в результате этих работ получены данные о строении земной коры и минеральных ресурсах океанов.
С 1979 по 1995 годы специалисты МАГЭ изучали Шпицбергенский шельф, высокоширотные районы Карского и Баренцева морей, море Лаптевых и Обскую губу, а также проводили комплексные геолого-геофизические исследования на геотраверсах: Анголо-Бразильском, Канаро-Багамском (Атлантический океан), Маскаренско-Австралийском (Индийский океан); в пределах рудного поля железо-марганцевых конкреций Кларион-Клиппертон (Тихий океан).
В 1987—1990 годах МАГЭ участвовала в 32-й, 34-й и 35-й Советской антарктической экспедиции (САЭ) и первой в Советском Союзе провела геофизические исследования на шельфе Антарктики (три экспедиции под руководством Г. С. Казанина на научно-исследовательском судне «Геолог Дмитрий Наливкин»). Во время похода в море Росса (в 1987 г. и 1988 г.) и море Уэдделла (в 1990 г.) были впервые выполнены глубинные сейсмические исследования методом КМПВ.
В 1995 году МАГЭ преобразовано в акционерное общество.
В 1997—1999 годах МАГЭ провела исследования в бассейне дельт Нила и Нигера, вблизи Канарских, Фарерских островов и у берегов Марокко.

### 2000 год по настоящее время
В 2002 году выполнила сейсморазведочные работы 2D в Средиземном море на шельфе Ливии, в Северном и Баренцевом морях на шельфе Норвегии.
В 2005 году специалисты МАГЭ на НИС «Профессор Куренцов» провели работы МОВ ОГТ 2D и сопутствующие гравиметрические и гидромагнитные измерения на шельфе Индии в Бенгальском заливе и Аравийском море.
В 2007 году МАГЭ провела работы по сбору и обработке сейсмических данных в морской зоне Мьянмы.
В 2008 году проведены сейсмические и сопутствующие гравиметрические и гидромагнитные исследования в норвежской части Баренцева моря, а также в Аденском заливе, Северном море и морских зонах Дании и Канады.
В 2009 году открыт Московский филиал ОАО «МАГЭ».
В 2010 году МАГЭ снова выполнила сейсмические работы на различных блоках Индийского океана.
В период с 2004 по 2012 годы МАГЭ по заказу Правительства России выполнила региональные геофизические исследования в объёме более 100 000 пог. км, включающие в себя сейсморазведочные работы МОВ ОГТ 2D, МПВ, дифференциальные гидромагнитные и надводные гравиметрические наблюдения. Работы на всей акватории Баренцева и Карского морей, моря Лаптевых, Восточно-Сибирского и Белого морей позволили выявить новые перспективные в нефтегазоносном отношении площади и объекты. Подобные исследования были проведены и в Чёрном море в 2010 году.
В 2012 году в Санкт-Петербурге создана Сезонная сейсмическая мелководная партия для проведения наземной сейсморазведки 2D/3D.
В 2013 году компанией впервые выполнен полный комплекс инженерно-геологических изысканий на площадке под строительство поисково-оценочной скважины в Печорском море. Под руководством ОАО «МАГЭ» выполнена первая в истории компании сейсморазведка 3D в Охотском море. Отработаны первые километры наземной сейсморазведки на Ямале. Выполняется изучение транзитных зон Карского и Баренцева морей сейсморазведкой 2D.
В 2014 году проведены геофизические работы в приполюсных районах российской Арктики. Полученные данные сейсморазведки, гравиметрии, батиметрических съемок в объеме 10 000 км являются основой для обоснования расширенных границ континентального шельфа РФ. Впервые пройден сейсмический профиль через Северный полюс. Освоено новое направление деятельности компании — применение телеуправляемого необитаемого подводного аппарата (ТНПА) для обследования целей и территории на стадии инженерных изысканий, обследования законсервированных и ликвидированных скважин.
В 2015 году компанией ОАО «МАГЭ» приобретено многофункциональное судно «Федор Ковров» с системой динамического позиционирования. Выполнены сейсморазведочные работы в Баренцевом, Карском, Восточно-Сибирском, Кельтском морях и целый ряд проектов по полному комплексу инженерно-геологических изысканий на объектах обустройства месторождений и площадок под строительство поисково-оценочных скважин в Карском и Охотском морях.
В 2016 году освоено новое направление деятельности компании — интегрированный сервис морских судов для нефтегазовых проектов. В городе Сочи открыто представительство в целях развития проектов на Черном и Каспийском морях. Проведены комплексные геофизические работы в районе континентального склона Восточно-Сибирского моря. Работы проводились в период межсезонного открытия и до закрытия района льдом.

## Руководители
КМАГЭ — МАГЭ в разные годы возглавляли:
- Трубятчинский, Николай Николаевич (1972—1987)
- Мурзин, Ринат Раупович (1987—1999)
- Казанин, Геннадий Семёнович (1999—2020)

### Корпоративное управление
| Казанин Геннадий Семёнович        | Генеральный директор                                                                             |
| --------------------------------- | ------------------------------------------------------------------------------------------------ |
| Казанин Алексей Геннадьевич       | Директор Московского филиала, заместитель генерального директора, председатель Совета директоров |
| Заяц Игорь Владимирович           | 1-й заместитель генерального директора                                                           |
| Макаров Евгений Станиславович     | Заместитель генерального директора, главный инженер                                              |
| Сидоров Николай Михайлович        | Заместитель генерального директора по флоту                                                      |
| Астровик Елена Анатольевна        | Заместитель генерального директора по экономике и финансам, главный бухгалтер                    |
| Асрян Гагик Самсонович            | Заместитель генерального директора по кадровой работе и социальным вопросам                      |
| Будаговский Валерий Станиславович | Заместитель генерального директора по связям с органами власти                                   |
| Шкарубо Сергей Иванович           | Главный геолог, кандидат геолого-минералогических наук                                           |
| Павлов Сергей Петрович            | Главный геофизик, кандидат геолого-минералогических наук                                         |

## Выполняемые работы
Организация выполняет следующие работы (по заказу Министерства природных ресурсов Российской Федерации, а также нефтегазовых компаний):
- Сейсморазведочные работы МОВ ОГТ 2D
- Сейсморазведочные работы МПВ
- Сейсморазведка 2D/3D-4D с донными станциями в транзитной зоне и на мелководье
- Дифференциальные гидромагнитные и надводные гравиметрические наблюдения
- Инженерно-геологические изыскания
- Сухопутная сейсморазведка 2D/3D
- Цифровая обработка данных
- Обработка и комплексная интерпретация данных
- Геологическое картографирование
- Экологическое сопровождение проектов
- Интегрированный сервис морских судов для нефтегазовых проектов

## Научный флот
Компания «МАГЭ» имеет собственную базу флота в незамерзающем Кольском заливе общей площадью 56 000 м² рядом с поселком Минькино. База включает в себя два причала — стационарный и плавучий, общей длиной 220 м, способных принимать суда водоизмещением до 10 000 т, складские помещения и открытые бетонированные площадки для хранения.

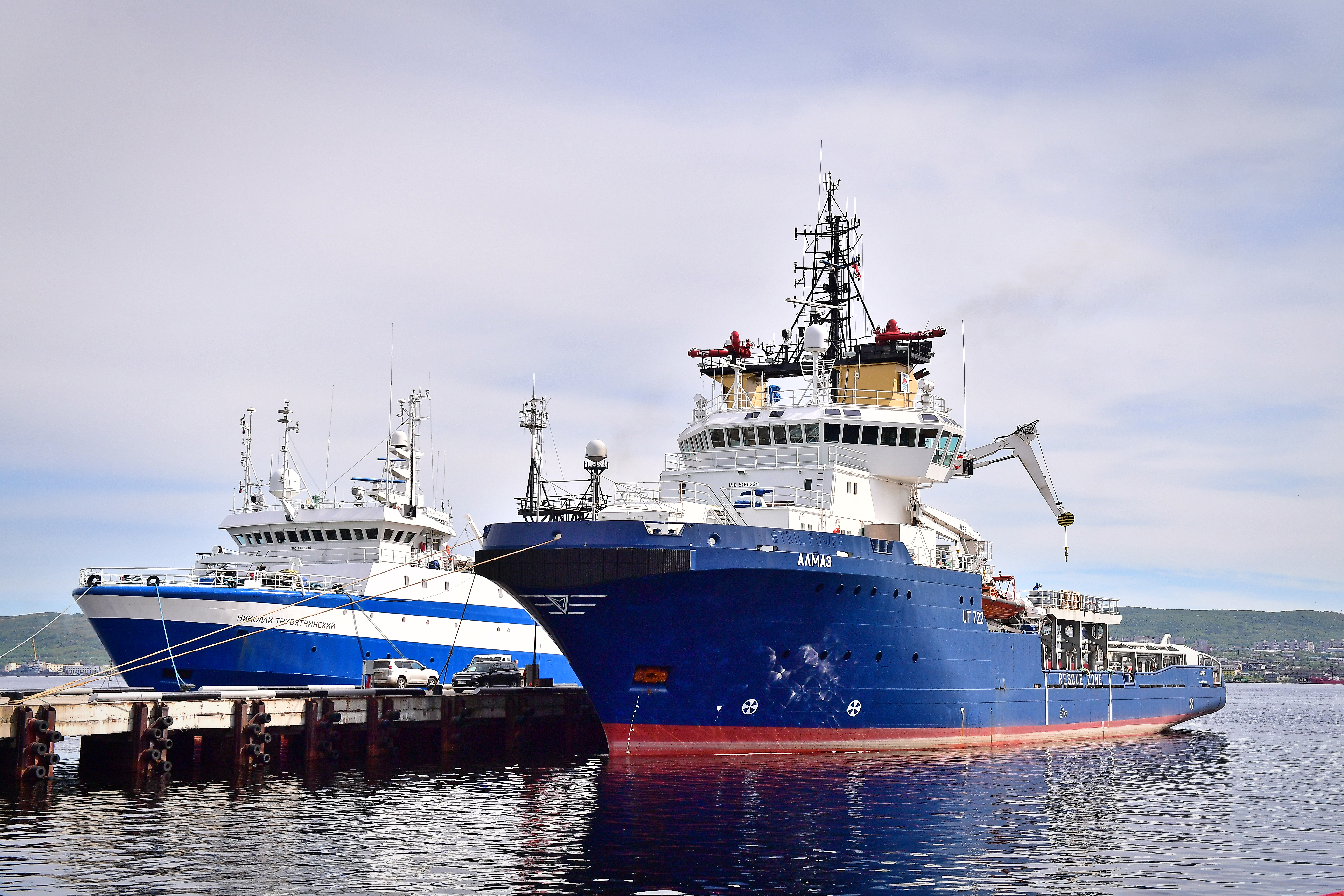
ТБС «Алмаз»

КМАГЭ — МАГЭ в разные годы владела шестнадцатью научно-исследовательскими судами, среди которых был и легендарный ледокол «Красин». Научно-исследовательское судно «Леонид Красин» находилось в составе КМАГЭ — МАГЭ с 1972 по 1989 год, а затем было передано в музей.
В настоящее время исследовательские работы на шельфе и в акватории Мирового океана ведутся на шести специализированных научно-исследовательских судах:
- НИС «Николай Трубятчинский»
- НИС «Геолог Дмитрий Наливкин»
- НИС «Геофизик»
- ИС «Федор Ковров»
- ИС «Аквамарин»
- ТБС «Алмаз»

## Санкции
24 февраля 2023 года, на фоне вторжения России на Украину, Морская арктическая геологоразведочная экспедиция включена в санкционный список США за «деятельность в морском секторе экономики Российской Федерации».

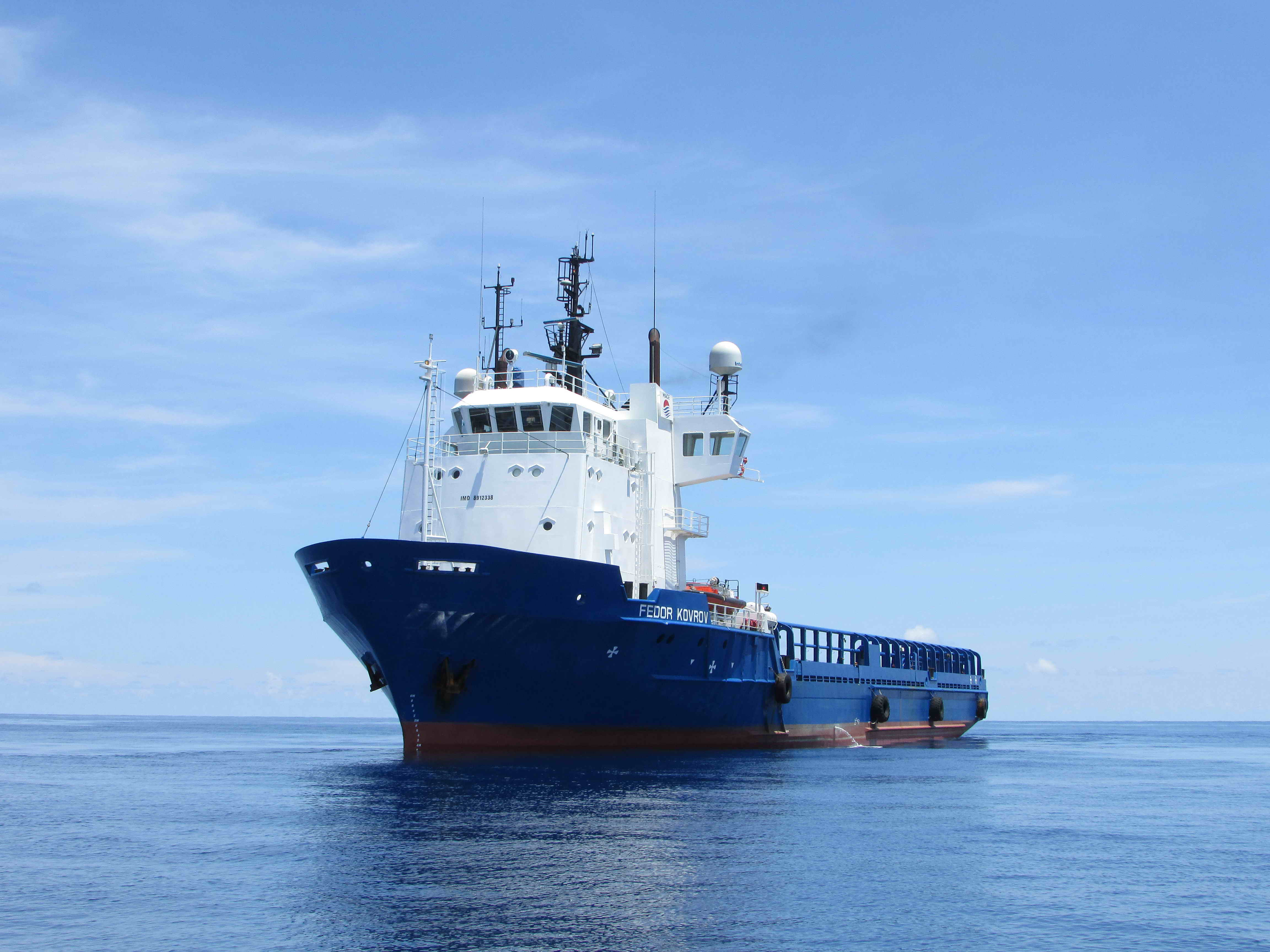
НИС «Федор Ковров»